# Vilém Holoubek
Vilém Holoubek (8. března 1859 Sedlčany – 30. prosince 1924 Sedlčany) byl rakouský a český politik, na počátku 20. století poslanec Českého zemského sněmu a starosta Sedlčan.

## Biografie
Působil jako obchodník a měšťan v Sedlčanech, od roku 1903 jako továrník (vlastnil firmu na výrobu mýdla a sody). V období let 1896–1919 zastával úřad starosty Sedlčan. Za jeho úřadování došlo k výstavbě nové radnice, byla postavena zemědělská škola, hospodářská záložna a obecní chudobinec. Spoluzakládal v Sedlčanech občanskou záložnu a městskou spořitelnu.
Na počátku století se zapojil i do zemské politiky. V doplňovacích volbách roku 1905 byl zvolen do Českého zemského sněmu v kurii obchodních a živnostenských komor (volební obvod České Budějovice). Mandát obhájil v řádných volbách v roce 1908. Politicky se uvádí coby člen mladočeské strany.